# I en värld full av kosmiska under
I en värld full av kosmiska under är en svensk psalm med text och musik skriven 1977 av prästen och tonsättaren Per Harling. Psalmen har även rubricerad som "Dansa med änglarna" efter textens refräng. Den handlar om barnets lek där höstlöven i barnets fantasi blir dansande änglar. Texten bygger på Matteusevangeliet 18:3-4.

## Publicerad i
- Cantarellen 1984 som nummer 8.
- Psalmer och Sånger 1987 som nummer 702 under rubriken "Tillsammans i världen".[2]
- Psalmer i 90-talet som nummer 854 under rubriken "Kyrkans år: Ängladagar".[1]
- Verbums psalmbokstillägg 2003 som nummer 745 under rubriken "Kyrkoåret: Den helige Mikaels dag".[1]
- Swedish hymns and the stories behind them 2016.[1]